# Les Amoureux (Goldoni)
Pour les articles homonymes, voir Les Amoureux.
Les Amoureux (Gl'innamorati) est une pièce de théâtre en 3 actes de Carlo Goldoni écrite en 1759 et jouée la même année à Venise. La pièce est aussi traduite sous le titre Les Amants.
L'action se déroule à Milan.